# Sofiane Oumiha
Sofiane Oumiha (Toulouse, 24 de diciembre de 1994) es un deportista francés que compite en boxeo.
Participó en tres Juegos Olímpicos de Verano, entre los años 2016 y 2024, obteniendo dos medallas de plata, en Río de Janeiro 2016 (60 kg) y París 2024 (63,5 kg). En los Juegos Europeos obtuvo tres medallas, plata en Bakú 2015 y Minsk 2019 y oro en Cracovia 2023.
Ganó tres medallas de oro en el Campeonato Mundial de Boxeo Aficionado entre los años 2017 y 2023.

## Palmarés internacional
| Juegos Olímpicos   | Juegos Olímpicos        | Juegos Olímpicos | Juegos Olímpicos |
| Año                | Lugar                   | Medalla          | Categoría        |
| ------------------ | ----------------------- | ---------------- | ---------------- |
| 2016               | Río de Janeiro (Brasil) | Medalla de plata | 60 kg            |
| 2024               | París (Francia)         | Medalla de plata | 63,5 kg          |
| Campeonato Mundial |                         |                  |                  |
| Año                | Lugar                   | Medalla          | Categoría        |
| 2017               | Hamburgo (Alemania)     | Medalla de oro   | 60 kg            |
| 2021               | Belgrado (Serbia)       | Medalla de oro   | 60 kg            |
| 2023               | Taskent (Uzbekistán)    | Medalla de oro   | 60 kg            |
| Juegos Europeos    |                         |                  |                  |
| Año                | Lugar                   | Medalla          | Categoría        |
| 2015               | Bakú (Azerbaiyán)       | Medalla de plata | 60 kg            |
| 2019               | Minsk (Bielorrusia)     | Medalla de plata | 64 kg            |
| 2023               | Nowy Targ (Polonia)     | Medalla de oro   | 63,5 kg          |